# Бернар-Рене Журдан дьо Лоне
Бернар-Рене Журдан, маркиз дьо Лоне (на френски: Bernard-René Jourdan, marquis de Launay) е френският комендант на Бастилията, когато затворът крепост в Париж е щурмуван на 14 юли 1789 г. Той е син на предишен комендант и командир на гарнизона на Бастилията.

## Ранен живот
Маркиз Бернар-Рене Журдан дьо Лоне е роден в нощта на 8 срещу 9 април 1740 г. в Бастилията, където баща му Рене Журдан дьо Лоне е бил комендант. На осемгодишна възраст той е назначен на почетна длъжност в кралските мускетари (mousquetaires du roi). Впоследствие той влиза във френската гвардия (gardes-françaises), полк, постоянно разположен в Париж, освен по време на война.
През 1776 г. Дьо Лоне наследява г-н Дьо Жумилак като комендант на Бастилията. Както е характерно за много висши позиции по време на Стария режим, маркизът закупува поста на комендант от своя предшественик, като форма на инвестиция. Тринадесетте години, които той прекарва на тази позиция, са безпроблемни, въпреки че на 19 декември 1778 г. допуска грешка, като не заповядва оръдеен изстрел от Бастилията, като поздрав при раждането на дъщерята – мадам Роял – на крал Луи XVI. През август 1785 г. му е поверена отговорността за затварянето на две главни фигури в скандала с кралските огърлици: кардинал Луи дьо Роан и Жана дьо Ла Мот-Валоа, с които се е държал коректно и учтиво, въпреки че дамата била изключително труден затворник.
До 1777 г. Дьо Лоне е сеньор на Бретониер в Нормандия. Той също притежава и отдава под наем редица къщи на улица „Сент Антоан“, която е съседна на Бастилията.

## Роля на 14 юли 1789 г.
Постоянният гарнизон на Бастилията, под ръководството на Дьо Лоне, се състоял от около 80 инвалиди (ветерани военни пенсионери), които вече не се считали за подходящи за редовна армейска служба. Два дни преди 14 юли те били подсилени от тридесет швейцарски гренадири от полка Salis-Samade.
За разлика от Сомбрьой – управителят на Дома на инвалидите – който приема исканията на революционерите по-рано същия ден, Дьо Лоне отказва да предаде затворническата крепост, заедно със съхраняваните в подземията ѝ оръжия и барут. Той заявява, че няма да открива огън, освен ако не бъде нападнат, като се опитва да преговаря с двама делегати от Кметството, но дискусиите се проточват. Част от нетърпеливата тълпа започва да навлиза във външния двор на крепостта, след като малка група скъсва веригите, държащи подвижния мост. След предупредителни викове гарнизонът открива огън. Обсаждащите изтълкуват това като предателство от страна на Дьо Лоне. Последва битка, продължила около четири часа, което води до около 100 жертви сред нападателите и един убит и трима ранени от гарнизона, стрелящ от бойници и други прикрития. Без източник на вода и само с ограничени запаси от храна в Бастилията, Дьо Лоне предлага да капитулира при условие, че никой от крепостта няма да бъде наранен. В бележка, предадена през отвор в подвижния мост, той заплашва, че ще взриви цялата крепост и околностите, ако тези условия бъдат отхвърлени. Условията на Дьо Лоне са отхвърлени, но въпреки това той капитулира, след като членове на гарнизона му попречват да влезе в мазетата, където се съхранява барутът. Около 17 часа стрелбата от крепостта е преустановена и подвижният мост внезапно е спуснат.
След това Дьо Лоне е арестуван, а мечът и палката му са взети. Предполага се, че е отведен в Кметстовото от един от лидерите на въстанието – войникът и бъдещ генерал Пиер-Огюстен Юлен. По пътя обаче разярена тълпа напада Дьо Лоне и след масов побой накрая го убива, като е намушкан многократно с ножове, мечове и щикове и веднъж е прострелян. Съобщава се, че убийството е извършено близо до Кметстовото, след като борещият се Дьо Лоне, отчаян и малтретиран, извика „Стига! Остави ме да умра“ и ритва в слабините безработен готвач на име Десно. След като е убит, главата му е отрязана от Матийо Жув Журдан, месар, закрепена на щик и носена по улиците няколко часа, преди да бъде хвърлена в Сена на следващия ден. Трима офицери от постоянния гарнизон на Бастилията и двама от ветерани също са линчувани, а двама от швейцарците са в неизвестност. Въпреки това по-голямата част от защитниците са ескортирани през тълпата от френски гвардейци, присъединили се към нападателите, и в крайна сметка са освободени.
Дьо Лоне има три дъщери от две съпруги. Потомък на брат му по време на наполеоновото нашествие в Русия (1812) е пленен и остава там (сред неговите потомци са Борис Делоне и Вадим Делоне).